# Tambon Pong Noi
Tambon Pong Noi (Thai: ปงน้อย) is een tambon in de amphoe Doi Luang in de changwat Chiang Rai. De tambon telde in 2005 5.928 inwoners en bestaat uit 10 mubans.